# 乌普甘特-绍特
乌普甘特-绍特是德国下萨克森州的一个市镇。总面积24.78平方公里，总人口3877人，其中男性1962人，女性1915人（2011年12月31日），人口密度156人/平方公里。